# Nicolas Seiwald
Nicolas Seiwald (Kuchl, 2001. május 4. –) osztrák válogatott labdarúgó, középpályás. A Bundesligában szereplő RB Leipzig játékosa.

## Pályafutása

### Red Bull Salzburg
2009-ben került a Red Bull Salzburg akadémiájára, ahol végig járta a korosztályos csapatokat. 2019. május 24-én mutatkozott be a Liefering csapatában a WSG Tirol ellen 2–1-re elvesztett bajnoki mérkőzésen a 77. percben Rami Tekir cseréjeként. December 1-jén megszerezte első két gólját a Blau-Weiß Linz ellen. 2020 májusában profi szerződést kötött a klubbal 2024 májusáig. Szeptember 9-én a Red Bull Salzburg csapatában is bemutatkozott a Bregenz elleni kupamérkőzésen. November 21-én a Sturm Graz ellen a bajnokságban is debütált. 2021. szeptember 22-én első gólját szerezte meg a klubban a Kalsdorf ellen 8–0-ra megnyert kupamérkőzésen. Augusztus 17-én először lépett felnőtt szinten pályára nemzetközi mérkőzésen, a Brøndby elleni UEFA-bajnokok ligája selejtező mérkőzésen. Szeptember 14-én bemutatkozott a csoportkörben a Sevilla ellen. 2022.július 6-án 2026 nyaráig meghosszabbította a szerződését a klubbal. Október 11-én első gólját is megszerezte az UEFA-bajnokok ligájában a horvát Dinamo Zagreb ellen 1–1-s döntetlennel záruló találkozón. 2023. február 11-én a bajnokságban is megszerezte az első gólját az Austria Lustenau ellen.

### RB Leipzig
2023. február 26-án jelentették be, hogy a szezon végén csatlakozik a német RB Leipzig testvércsapathoz, amellyel 2028. június 30-ig szóló szerződést írt alá.
A 2023–2024-es idény első tétmérkőzésén a DFL-Supercup-ban debütált a Bayern München elleni 3–0-ás győztes kupameccsen. Az első lipcsei mérkőzésén megszerezte az első sikerét is a csapatban.

### A válogatottban
Többszörös korosztályos válogatott. 2021 novemberében kapott először meghívót a felnőtt válogatottba. November 12-én debütált az Izrael elleni 2022-es labdarúgó-világbajnokság-selejtező mérkőzésén kezdőként. 2024. június 7-én Ralf Rangnick szövetségi kapitány 26 fős keretébe bekerült, amely a 2024-es labdarúgó-Európa-bajnokságra utazott.

## Statisztika

### Klub
2025. május 17-i állapot szerint.
| Klub              | Szezon           | Bajnokság        | Bajnokság | Bajnokság | Kupa  | Kupa  | Nemzetközi | Nemzetközi | Egyéb | Egyéb | Összes | Összes |
| Klub              | Szezon           | Liga             | Mérk.     | Gólok     | Mérk. | Gólok | Mérk.      | Gólok      | Mérk. | Gólok | Mérk.  | Gólok  |
| ----------------- | ---------------- | ---------------- | --------- | --------- | ----- | ----- | ---------- | ---------- | ----- | ----- | ------ | ------ |
| Liefering         | 2018–19          | 2. Liga          | 3         | 0         | —     | —     | —          | —          | —     | —     | 3      | 0      |
| Liefering         | 2019–20          | 2. Liga          | 23        | 3         | —     | —     | —          | —          | —     | —     | 23     | 3      |
| Liefering         | 2020–21          | 2. Liga          | 11        | 2         | —     | —     | —          | —          | —     | —     | 11     | 2      |
| Liefering         | Összesen         | Összesen         | 37        | 5         | 0     | 0     | 0          | 0          | 0     | 0     | 37     | 5      |
| Red Bull Salzburg | 2020–21          | O.Bundesliga     | 15        | 0         | 3     | 0     | —          | —          | —     | —     | 18     | 0      |
| Red Bull Salzburg | 2021–22          | O.Bundesliga     | 32        | 0         | 5     | 1     | 10         | 0          | —     | —     | 47     | 1      |
| Red Bull Salzburg | 2022–23          | O.Bundesliga     | 31        | 3         | 4     | 0     | 8          | 1          | —     | —     | 43     | 4      |
| Red Bull Salzburg | Összesen         | Összesen         | 78        | 3         | 12    | 1     | 18         | 1          | 0     | 0     | 108    | 5      |
| RB Leipzig        | 2023–24          | Bundesliga       | 21        | 0         | 1     | 0     | 4          | 0          | 1     | 0     | 27     | 0      |
| RB Leipzig        | 2024–25          | Bundesliga       | 30        | 0         | 4     | 0     | 7          | 0          | —     | —     | 41     | 0      |
| RB Leipzig        | Összesen         | Összesen         | 51        | 0         | 5     | 0     | 11         | 0          | 1     | 0     | 68     | 0      |
| KARRIER ÖSSZESEN  | KARRIER ÖSSZESEN | KARRIER ÖSSZESEN | 166       | 8         | 17    | 1     | 28         | 0          | 1     | 0     | 212    | 9      |

Jegyzetek
1. 1 2  Mérkőzése(i) a(z) UEFA-bajnokok ligájában
2. ↑  Mérkőzése(i) a(z) DFL-Supercup-ban

### A válogatottban
2025. március 23-án frissítve.
| Ausztria | Ausztria | Ausztria |
| Év       | Meccs    | Gólok    |
| -------- | -------- | -------- |
| 2021     | 2        | 0        |
| 2022     | 8        | 0        |
| 2023     | 10       | 0        |
| 2024     | 14       | 0        |
| 2025     | 2        | 0        |
| Összesen | 36       | 0        |

## Sikerei, díjai
- Red Bull Salzburg
  - Osztrák Bundesliga: 2020–21, 2021–22
  - Osztrák kupa: 2020–21, 2021–22

- RB Leipzig
  - Német szuperkupa: 2023